# Paisatge del vespre
Paisatge del vespre (en hongarès: Kora esti táj) és una obra del paisatgista hongarès Sándor Brodszky realitzada l'any 1850.

## Descripció
El quadre està pintat a l'oli sobre llenç i té unes dimensions de 23 × 33,3 cm.
Forma part de la col·lecció de la Galeria Nacional d'Eslovàquia, a Bratislava.

## Anàlisi
Junt amb Antal Ligeti, un altre pintor de paisatges de la segona meitat del segle xix, van ser capaços de descriure paisatge hongaresos donant-los ressò romàntica. És considerat com el pare de la fotografia i pintura del paisatge d'Hongria. Va estudiar a l'Acadèmia de Belles Arts de Viena i des del 1845 va viure a Múnic. A Hongria va realitzar diverses vistes topogràfiques.
Brodszky va estar influït en la seva pintura per Albert Frederick Zimmerman i Friedrich Voltz. La seva tècnica es troba en el profund coneixement de la natura i en els efectes de llum que era capaç d'aconseguir i que s'aprecien clarament en aquesta obra amb la llum del vespre.